# Saiyuki Gaiden
Saiyuki Gaiden est un manga de Kazuya Minekura, paru entre juin 1999 et juillet 2009 au Japon.
- Mangaka : Kazuya Minekura
- Publication du premier volume : G-Fantasy [Enix] (juin 1999 – février 2003)
- Publication des volumes suivants : Zero Sum WARD [Issaisha] (novembre 2003 – juillet 2009)
- Nombre de tomes : 4
- Éditeur français (potentiel) : Génération comics (pas de date de sortie annoncée)

## Résumé
Saiyuki Gaiden, ce n'est ni plus ni moins que la genèse de Saiyuki, les aventures des héros 500 ans avant l'histoire de Saiyuki, quand ils étaient encore des dieux.
Dans Saiyuki Gaiden, on apprend comment les quatre héros se sont connus dans le passé, et, pourquoi ils ont des liens aussi forts. Minekura raconte aussi l'histoire de Nataku, le dieu guerrier et pourquoi il est dans l'état dans lequel on l'a vu dans l'épisode de la saison 1 (épisodes dans lequel Gyokumen cherche à se débarrasser de deux enfants).

## Les personnages
- Konzen Dōji

Konzen n'est autre que la pré-incarnation de Sanzō il y a 500 ans. D'ailleurs les deux hommes se ressemblent si ce n'est que Konzen a de long cheveux, qu'il ne fume pas, et qu'il ne sait pas se battre ! Il est le neveu de la déesse Kanzenon et il passe sa journée à signer des papiers, souffrant énormément de l'ennui et de la solitude.
Il a comme ami le maréchal Tenpô (à noter qu'il a l'air moins proche de Kenren (Gojō) qu'il connait depuis longtemps que Tenpō (Hakkai). En effet, Kenren rencontre Konzen par l'intermédiaire de Gokū et de Tenpō lors d'une fête organisée par le tentei (l'empereur céleste).
Un jour, sa tante lui amène un « animal » dont il doit s'occuper, une aberration du nom de Gokū. Eh là, c'est la catastrophe ! Le singe casse tout et ne fait qu'attirer des ennuis à Konzen mais la présence du « bakasaru » donne une saveur toute nouvelle à son existence. Il fera tout pour protéger Gokū du mépris des autres Dieux qui rejettent son petit protégé à cause de ses yeux dorés censés porter malheur.
À l'issue du combat de Gokū contre Nataku et découvrant le sort que Ritoten réservait à Gokū — la mort — il prend la décision de fuir définitivement le monde céleste et de renoncer à son statut de Dieu. Il prête aussi serment de n'avoir aucun regret pour cet acte considéré comme une trahison. Il est plus ouvert aux autres notamment Gokū. On peut penser que cela est dû à l'absence de la douleur de la mort de Komyio Sanzō (qui n'est même pas né à cette époque).
- Tenpō Gensui

Pré-incarnation de Hakkai, il est maréchal dans l'armée céleste. Il se doute très tôt de l'utilisation de Nataku par son père et voudrait essayer de faire plier la hiérarchie, en vain. Révolté comme ses amis par le sort réservé à Gokū, il va les suivre sur terre. Contrairement à Cho Hakkai il fume mais tout comme lui il adore la lecture et peut se montrer très impulsif. Il est notamment passionné par l'histoire et les récits de guerres entre les hommes. Il circule des rumeurs qui disent qu'il serait avec Kenren (Sa réaction dans le tome 2 face à Ritoten nous laisse penser que cela pourrait être vrai).
- Son Gokū

Il ressemble à celui qu'on voit évoluer avec les réincarnations de nos héros 500 an plus tard dans Gensōmaden Saiyuki. Il semble cependant moins mature (forcément avec 500 ans de moins !) On apprendra que c'est en partie à cause de lui que nos héros devront quitter le paradis et pourquoi il sera enfermé au Mont Gogyō là où Sanzō viendra le chercher 500 ans plus tard) On apprend aussi beaucoup de choses sur sa véritable nature : il  serait un être né du ciel et de la terre. On découvre aussi que son nom veut dire « celui qui ressent ce que l'on peut pas voir (qui est invisible) » et que c'est Konzen (c'est-à-dire Sanzō) qui le lui a donné. Ce qui, conformément aux traditions orientales, fait de lui son père.
Malgré les provocations des autres Dieux, à cause de ses yeux dorés censés porter malheur, Gokū était assez heureux au paradis céleste. Outre Konzen, il s'est fait beaucoup d'amis — Kenren, Tenpō, Nataku... — et a même appris à lire. Déjà à l'époque Gokū adorait la nourriture mais son appétit est plutôt normal.
- Keren Taishō

Il est la pré-incarnation de Gojyō. Très ému par la situation de Nataku il va essayer avec l'aide de Tenpō de faire plier sa hiérarchie en vain. Révolté comme ses amis par le sort réservé à Gokū, la mort, il va les suivre sur terre où il sera réincarné d'un demi sang : Sha Gojyō. Tout comme 500 ans plus tard, il aime déjà beaucoup les femmes, mais aussi le saké.
- Nataku

Fils de Ritoten il est l'incarnation du dieu de la guerre pour cette période (Homura lui succèdera plus tard) Il sera envoyé combattre Gyūmao et sera blessé. Malgré les pressions de son père il ne tuera pas Gokū et réussira même à effacer sa douleur en enfermant la mémoire de son ami. Très affaibli à la fin du combat, il sera endormit par Kanzeon. Il dort sur un siège et est toujours en vie 500 ans après.
- Gojun

Roi des dragons des mers de l'Est. Il s'agit de la préincarnation de Hakuryu (Jeep en VF).
- Ritoten

Arriviste, il voudrait que son fils accomplisse de grands exploits, afin que lui-même accède aux plus hautes places de la hiérarchie du monde céleste. Craignant que Son Gokū ne prenne la place de son fils, il a essayé de les forcer à se battre l'un contre l'autre mais a échoué. Dans sa tentative de faire disparaître Gokū, il fera apparaître le Sentei Taisen ce qui obligera ce dernier à fuir le paradis et sera la cause de son emprisonnement au mont Gogyō. On peut donc dire qu'il n'a échoué qu'à moitié.
- Déesse Kanzeon Bozatsu

Elle n'a pas changé en 500 ans. Avec Jiroshin, elle veille au bon fonctionnement du monde céleste. Elle est inquiète pour son neveu qui se meurt d'ennui. Elle essaiera d'empêcher Gokū de faire des dégâts, et cela lui vaudra un coup de poing de la part de son neveu qui n'avait pas compris ses intentions.